# John Rawls
John Borden Rawls (Baltimore, Maryland, 1921. február 21. – Lexington, Massachusetts, 2002. november 24.) amerikai filozófus, a Harvard Egyetem politikai filozófiával, államelmélettel foglalkozó professzora, az Igazságosság elmélete (1971), a Politikai liberalizmus és A méltányosságként felfogott igazságosság című művek alkotója.
Széles körben ismert mint a 20. század egyik legkiemelkedőbb politikafilozófiai gondolkodója, s gyakran úgy említik, mint a liberalizmus John Stuart Mill óta született legnagyobb hatású támogatóját.
A filozófia és logika terén végzett munkásságáért Rolf Schock-díjjal jutalmazták, 1999-ben pedig National Humanities Medallal tüntette ki az Amerikai Egyesült Államok akkori elnöke, Bill Clinton, elismerve, hogy Rawls gondolatai „amerikaiak egész generációja számára segített visszanyerni a demokráciába vetett bizalmat.”

## Életpályája
John Rawls 1921. február 21-én született Baltimore-ban, Maryland államban William Lee Rawls és Anna Abell Stumpf második gyermekeként. Tanulmányait Baltimore-ban kezdte, aztán Connecticutban folytatta. Felsőfokú tanulmányait 1939-ben kezdte meg a Princetoni Egyetemen, s ekkor bontakozott ki a filozófia iránti érdeklődése is. 1943-ban megszerezte BA diplomáját, és nem sokkal ezután belépett az amerikai hadseregbe.
A második világháború alatt a csendes-óceáni térségben szolgált, beutazta Új-Guineát, a Fülöp-szigeteket és Japánt. Szemtanúja volt a Hirosima lebombázását követő pusztításnak, ezután visszautasította a felkínált tiszti rangot és otthagyta a hadsereget.
1946-ban visszatért Princetonba, hogy a morálfilozófia területén később doktori címet szerezzen. 1949-ben feleségül vette Margaret Foxot, a Brown Egyetem hallgatóját. 1952-ig a princetoni egyetem tanára volt, majd az Oxford Egyetem ösztöndíjasa. Itt ismerkedett meg Isaiah Berlin liberális politikai nézeteivel, és különösen nagy hatással voltak rá H.L. A. Hart jogtudós elméletei. Amerikába visszatérve a Cornell Egyetem professzoraként működött. 1964-ben a Harvardról kapott meghívást, ahol a közel 40 évet átívelő tanári pályafutása során a kortárs etika és politikai filozófia vezető személyiségei, köztük Thomas Nagel, David Lyons, Thomas Hill, Christine Korsgaard és Barbara Herman voltak a tanítványai. 1995-ben egy szélütést követően nem tudta folytatni munkáját.
2002 novemberében bekövetkező halálát megelőzően még befejezte a The Law of Peoples című utolsó művét, mely a nemzetközi igazságosságról alkotott nézeteinek legteljesebb foglalata.

## Jelentősége
Rawlst a liberális politikai filozófia területén végzett munkássága tette igazán ismertté. Sok filozófus ma is úgy véli, hogy Rawls fontos és hosszú távú hatással volt a politikai filozófia kortárs irányzatainak alakulására. Általánosan elfogadott, hogy Az igazságosság elméletének 1971-es publikálása a politikai filozófia akadémikus tanulmányozásának újjászületését jelentette. Rawlsnak ez a tudományok határain átívelő műve egyszerre tarthatott igényt a közgazdászok, a jogászok, a politológusok, a szociológusok és a teológusok figyelmére. Nézetei ma is sokszor visszaköszönnek az Egyesült Államok bíróságainak eljárásaiban és az amerikai, illetve angolszász gyakorló politikusok nyilatkozataiban.

## Művei

### Az igazságosság elmélete
Ebben a művében Rawls kísérletet tesz a disztributív (elosztási) igazságosság problémájának megoldására a politikai filozófia egy központi fogalmának, a társadalmi szerződés jelentőségének újraértelmezésével. Az ebből születő elmélet a „méltányosságként felfogott igazságosság” téziseként ismert, melyből Rawls az igazságosság két elvét – a szabadságot és a megkülönböztetést – vezeti le.
Rawls elsődleges célja, hogy megoldást találjon a politikai kötelességek problémájára, más szóval, megpróbálja kifejteni, hogyan és milyen körülmények között kötelesek engedelmeskedni az állampolgárok a kormányzat által alkotott törvényeknek.

## Művei, magyarul
- A Theory of Justice Cambridge, Massachusetts, 1971, ill. átdolgozott kiadás: 1999
- Justice as Fairness: Political not Metaphysical
  - Az igazságosság elmélete; fordította, mutatót és utószót írta: Krokovay Zsolt; Osiris, Budapest, 1997 (Osiris könyvtár. Politikai gondolkodók)
- Political Liberalism, New York, 1993
- The Law of Peoples: with "The Idea of Public Reason Revisited.” Cambridge, Massachusetts 1993
  - A népek joga. Visszatérés a közös gondolkodás eszméjéhez; fordította, jegyzetek, mutatót és utószót írta: Krokovay Zsolt; L'Harmattan, Budapest, 2008 (Oxfordi tanulmányok a filozófia köréből)

- Lectures on the History of Moral Philosophy, Cambridge, Massachusetts 2000
- Justice as Fairness: A Restatement. Cambridge, Massachusetts, 2001

## Fordítás
- Ez a szócikk részben vagy egészben  a   John Rawls című angol Wikipédia-szócikk fordításán alapul.  Az eredeti cikk szerkesztőit annak laptörténete sorolja fel. Ez a jelzés csupán a megfogalmazás eredetét és a szerzői jogokat jelzi, nem szolgál a cikkben szereplő információk forrásmegjelöléseként.